# ميندون مين
إن ميندون مين (بالإنجليزية: Mindon Min)‏ ((بالبورمية: မင်းတုန်းမင်း)‏, pronounced: ‎[mɪ́ɴdóʊɴ mɪ́ɴ]‏; في الفترة من 8 يوليو 1808 حتى 1 أكتوبر 1878) كان حاكم وملك بورما (ميانمار) من 1853 إلى 1878. وكان أحد أكثر ملوك بورما شعبية وأكثرهم توقيرًا واحترامًا. في ظل حكم أخيه غير الشقيق باجان (Pagan)، انتهت الحرب الأنجلو بورمية الثانية في عام 1852 بضم بورما الدنيا إلى الإمبراطورية البريطانية. قام ميندون وشقيقه الأصغر كانونج (Kanaung) بخلع أخيهما غير الشقيق الملك باجان. وقضى ميندون معظم فترة حكمه محاولاً الدفاع عن الجزء الأعلى من بلاده ضد التجاوزات البريطانية، وأيضًا في تحديث مملكته.

## إنجازاته
أسس ميندون آخر عاصمة ملكية لبورما، وهي ماندالاي، في 1857. وأثبت أخوه الأصغر كانونج براعة فائقة في الأمور الإدارية وفي إدارة شئون الدولة لتواكب الدول المعاصرة. وفي أثناء فترة حكم ميندون، أرسلت بعثات من الدارسين إلى فرنسا وإيطاليا والولايات المتحدة وبريطانيا العظمى لكي يدرسوا العلوم الحديثة والتطورات التي حققتها الثورة الصناعية.
وفي أثناء عهده، تم إجراء العمليات الإصلاحية التالية: مركزية الإدارة الملكية الداخلية وابتكار منظومة للرواتب لموظفي الدولة (وذلك لتثبيت السلطة ودخول الموظفين الحكوميين) وتثبيت أجور التقاضي وسن قوانين رادعة وشاملة وإعادة هيكلة النظام المالي وإزالة الحواجز التجارية بما في ذلك رسوم الجمارك وتعديل ضرائب ثاثاميدا thathameda (وذلك لزيادة عوائد الضرائب المباشرة) وتحديث جيش المملكة وتقديم قوات شرطة جديدة.
وفي عهده ظهرت في بورما للمرة الأولى عملات الماكينات الآلية، وفي عام 1871 عُقد المجلس البوذي الخامس في ماندالاي. وكان قد أنشأ بالفعل أكبر كتاب في العالم في عام 1868، والذي يُطلق عليه تيبيتاكا، والذي يتضمن 729 صفحة من مجموعة تعاليم البوذية بالي كانون المنقوشة على الرخام وكل حجر مدرج في مبنى مقبب يدعىستوبا في الفضيلة الملكية كاثوداو باجودا (Kuthodaw Pagoda) عند سفح هضبة ماندالاي.
وفي 1871، تبرع ميندون أيضًا بمظلة هتي (وهي عبارة عن مظلة أو تاج مرصع بالماس والأحجار الكريمة) إلى معبد 105-متر-tall (344 قدم) شويداجون باجودا (Shwedagon Pagoda)، الذي يقع في المستعمرة البريطانية يانجون (Yangon) وذلك على الرغم من أنه لم يكن يُسمح له بزيارة هذا المعبد المقدس بشدة على مستوى المملكة.
وفي 15 أغسطس 1873، قام ميندون بتنفيذ المواد السبع عشرة، التي تعد أول قوانين محلية تحمي حرية الصحافة على مستوى آسيا.
وفي عام 1875، في أثناء مراسم التتويج الملكية، مُنح ميندون لقب سيريبافارافيجايانتاياسا بانديتا تريبافاناديتياديباتي ماداماراجاديراجا.
ومع إنشاء قناة السويس، قام ميندون بتجميع أسطول صغير من السفن البخارية لتسهيل التبادل التجاري مع البريطانيين.
ولا يزال البورميون يذكرون شقيقه كانونج كرائد للتحديث، حيث كان يتوجه إلى المصانع مبكرًا في الشتاء القارص ملفوفًا في بطانية لكي يتحدث إلى العمال عن كيفية تشغيل الآلات. وكان مسئولاً عن الجيش الملكي، كما كان مطلوبًا من ولي العهد في بورما، وقام باستيراد البنادق والمدافع والقذائف وتصنيعها.

## تمرد في القصر
في أثناء تمرد فاشل في 18 يونيو 1866 قام به الأميران مينكون (Myinkun) و مينكوندانج (Myinkhondaing) (ابنا الملك اللذان أصابتهما الغيرة لعدم تنصيبهما لولاية العهد، حيث ساندهما البريطانيون الذين انزعجوا من ثورة التحديث والتطوير التي قام بها كانونج للجيش البورمي)، اغتيل ولي العهد. هرب الأميران إلى بورما البريطانية ومنحتهما السلطات البريطانية حق اللجوء.
انقلبت حياة الملك ميندون نفسه رأسًا على عقب وبدأ يتصرف بغرابة اعتبرها البورميون علامة على إصابته بحالة الهبون (وهي مجموعة الأعمال الطيبة التي تؤثر في حياة الشخص لاحقًا). وتوجه إلى الشخص الذي كان مخولاً بقتله والذي تعرف عليه، ولكن عندما واجه الملك وجهًا لوجه، ألقى الرجل سيفه وجثا على ركبتيه بحكم العادة ومهابة الملك. فانتهز الملك الفرصة وعاد أدراجه في حماية حراسه الملكيين.

## أزمة خلافة العرش

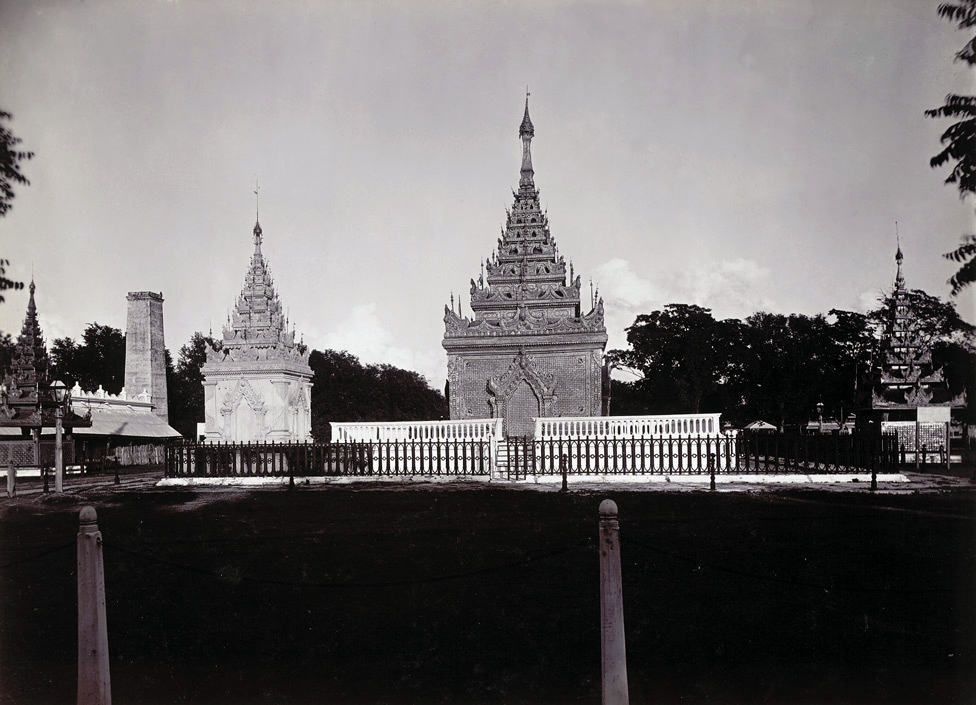
قبر الملك ميندون في ماندالاي يعود إلى عام 1903.

أدت تلك الأزمة إلى تردد الملك كثيرًا في ترشيح ولي العهد الذي سيخلف كانونج خشية اندلاع حرب أهلية.
وقامت إحدى زوجاته الملكة سينبوماشين (Hsinbyumashin) بإدارة أمور البلاد في الأيام الأخيرة للملك ميندون. وأصدرت سينبوماشين مرسومًا ملكيًا بإعدام كل الورثة المحتملين للعرش لتخلي بذلك الطريق إلى ابنتها سوبايالا (Supayalat) وزوجها ثايبو لكي يصبحا ملكة وملكًا على البلاد. وبالفعل تم إعدام كل الورثة الملكيين من كافة الأعمار والأجناس بلا رحمة أو شفقة بعد إيهامهم بأن الملك الذي يشرف على الموت يريد أن يودعهم.
خلف ثايبو أبيه ميندون وهو ابنه من ملكة أخرى أقل شأنا بعد وفاته في عام 1878. ولقي الملك ثايبو هزيمة على يد البريطانيين في الحرب الأنجلو بورمية الثالثة في نوفمبر 1885 مما أدى إلى احتلال البريطانيين لكل أراضي بورما.